# Hippobosca equina
La mosca cavallina (Hippobosca equina Linnaeus, 1758) è un insetto dittero della famiglia Hippoboscidae, ectoparassita ematofago di vari mammiferi.

## Descrizione
È una specie ovovivipara, produce un pupario da cui emerge l'individuo alato senza una fase larvale libera.
Predilige gli equini, annidandosi nelle regioni caldo-umide con pelo scarso o assente (regione anogenitale, pieghe inguinali, mammelle).
La sua distribuzione geografica è molto irregolare e con aree di grande frequenza nettamente separate da aree in cui è assente.
Crea notevole disturbo agli animali che non sono abituati alla sua presenza, perché è adattata a resistere ai tentativi di liberarsene (è pressoché impossibile da schiacciare a causa del tegumento molto robusto, e possiede zampe perfettamente adattate ad aggrapparsi all'ospite).
È stata indicata, insieme ad altri insetti ematofagi, come possibile vettore dell'anemia infettiva equina e della Bartonellosi; la puntura può causare nell'uomo reazione anafilattoidi.

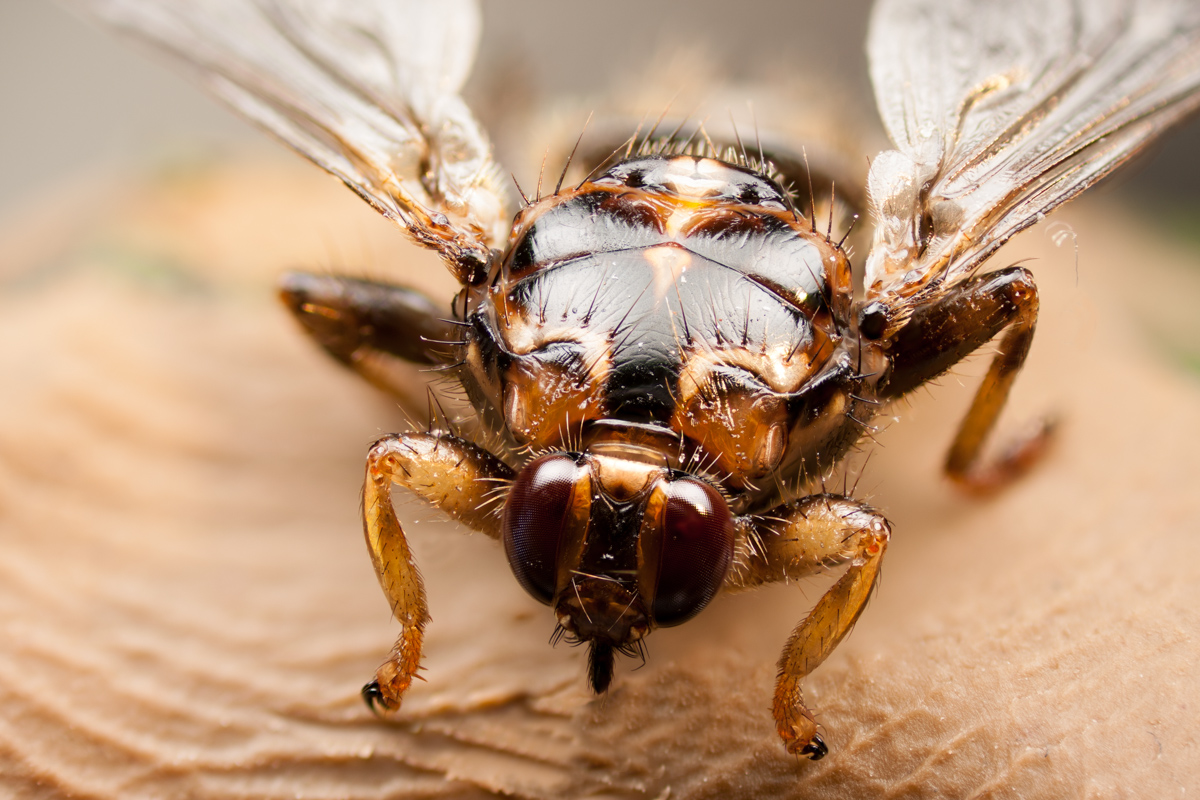